# فروستبورغ
فروستبورغ (ماريلاند) (بالإنجليزية: Frostburg, Maryland)‏ هي مدينة تقع في الولايات المتحدة في مقاطعة ألغني، ميريلاند. يقدر عدد سكانها بـ 9,002 نسمة ومساحتها 8.86 كم2 ووترتفع عن سطح البحر 631 متر.

## التركيبة السكانية
قام مكتب تعداد الولايات المتحدة بتحديد بيانات التركيبة السكانية لفروستبورغفي تعداد الولايات المتحدة. في ما يلي، التركيبة السكانية حسب تعدادي 2000 و2010.

### تعداد عام 2000
بلغ عدد سكان فورست 251 نسمة بحسب تعداد عام 2000، وبلغ عدد الأسر 115 أسرة وعدد العائلات 66 عائلة مقيمة في المدينة. في حين سجلت الكثافة السكانية 476.7 نسمة لكل ميل مربع (184.1/كم2). وبلغ عدد الوحدات السكنية 126 وحدة بمتوسط كثافة قدره 239.3 نسمة لكل ميل مربع (92.4/كم2).
وتوزع التركيب العرقي للمدينة بنسبة 96.81% من البيض و 0.40% من الأمريكيين ذوي الأصول الآسيوية.
بلغ عدد الأسر 115 أسرة كانت نسبة 32.2% منها لديها أطفال تحت سن الثامنة عشر تعيش معهم، وبلغت نسبة الأزواج القاطنين مع بعضهم البعض 43.5% من أصل المجموع الكلي للأسر، ونسبة 9.6% من الأسر كان لديها معيلات من الإناث دون وجود شريك، وكانت نسبة 42.6% من غير العائلات. تألفت نسبة 40.0% من أصل جميع الأسر من أفراد ونسبة 25.2% كانوا يعيش معهم شخص وحيد يبلغ من العمر 65 عاماً فما فوق. وبلغ متوسط حجم الأسرة المعيشية 2.94، أما متوسط حجم العائلات فبلغ 2.18.
بلغ العمر الوسطي للسكان 38 عاماً. وكانت نسبة 27.9% من القاطنين تحت سن الثامنة عشر، وكانت نسبة 9.6% بين الثامنة عشر والأربعة وعشرون عاماً، ونسبة 27.5% كانت واقعةً في الفئة العمرية ما بين الخامسة والعشرون حتى والأربعة وأربعون عاماً، ونسبة 14.7% كانت ما بين الخامسة والأربعون حتى الرابعة والستون، ونسبة 20.3% كانت ضمن فئة الخامسة والستون عاماً فما فوق. يوجد لكل 100 أنثى 87.3 ذكر، ويوجد لكل 100 أنثى في الثامنة عشر من عمرها فما فوق 81.0 ذكر.
بلغ متوسط دخل الأسرة في المدينة 26,389 دولار، أما متوسط دخل العائلة فبلغ 34,792 دولار. وكان متوسط دخل الذكور 27,708 دولار مقابل 23,750 دولار للإناث. وسجل دخل الفرد الخاص بالمدينة 14,756 دولار. وكانت نسبة 8.8% من العائلات ونسبة 12.8% من السكان تحت خط الفقر، وكان من هؤلاء نسبة 16.7% تحت سن الثامنة عشر ونسبة 18.2% في الخامسة والستين من العمر وما فوق.

### تعداد عام 2010
بلغ عدد سكان فروستبورغ 9,002 نسمة بحسب تعداد عام 2010، وبلغ عدد الأسر 3,184 أسرة وعدد العائلات 1,364 عائلة مقيمة في المدينة. في حين سجلت الكثافة السكانية 2,632.2 نسمة لكل ميل مربع (1,016.3/كم2). وبلغ عدد الوحدات السكنية 3,497 وحدة بمتوسط كثافة قدره 1,022.5 لكل ميل مربع (394.8/كم2).
وتوزع التركيب العرقي للمدينة بنسبة 83.3% من البيض و 0.2% من الأمريكيين الأصليين و 1.7% من الأمريكيين ذوي الأصول الآسيوية و 0.1% من سكان جزر المحيط الهادئ و 12.5% من الأمريكيين الأفارقة و 1.7% من عرقين مختلطين أو أكثر.
بلغ عدد الأسر 3,184 أسرة كانت نسبة 19.1% منها لديها أطفال تحت سن الثامنة عشر تعيش معهم، وبلغت نسبة الأزواج القاطنين مع بعضهم البعض 30.9% من أصل المجموع الكلي للأسر، ونسبة 8.8% من الأسر كان لديها معيلات من الإناث دون وجود شريك، بينما كانت نسبة 3.1% من الأسر لديها معيلون من الذكور دون وجود شريكة وكانت نسبة 57.2% من غير العائلات. تألفت نسبة 37.8% من أصل جميع الأسر من أفراد ونسبة 13.3% كانوا يعيش معهم شخص وحيد يبلغ من العمر 65 عاماً فما فوق. وبلغ متوسط حجم الأسرة المعيشية 2.78، أما متوسط حجم العائلات فبلغ 2.13.
بلغ العمر الوسطي للسكان 22.9 عاماً. وكانت نسبة 11.5% من القاطنين تحت سن الثامنة عشر، وكانت نسبة 43.2% بين الثامنة عشر والأربعة وعشرون عاماً، ونسبة 15.6% كانت واقعةً في الفئة العمرية ما بين الخامسة والعشرون حتى والأربعة وأربعون عاماً، ونسبة 16.2% كانت ما بين الخامسة والأربعون حتى الرابعة والستون، ونسبة 13.4% كانت ضمن فئة الخامسة والستون عاماً فما فوق. وتوزع التركيب الجنسي للسكان بنسبة 48.6% ذكور و51.4% إناث.